# デリス
デリス(Délice)は世界の「食の都」による都市間ネットワーク。各都市の食文化の振興と経済の活性化を目的として、2007年にフランスのリヨン市の提唱で始まった。発案者は、当時リヨン市で副市長を務めていたジャン・ ミッシェル・ダグラン(Jean-Michel Daclin)。設立当初の加盟都市は15都市だったが、2020年現在、世界32都市がネットワークに加盟している。
デリスの目的は地域に根付く食文化の発展であり、加入の審査には、優れた食文化の保有、食育政策、食関連イベントを運営できる組織の有無など厳しい条件が求められている。

## 歴史
2007年9月 - 食文化による地域振興を行っていた15都市により、デリス(Délice)が組織された。
2008年9月 - ￼大阪がネットワークに加盟。
2010年9月 - ヘルシンキ、リマが加盟。総会で専任の職員を置くことが決定された。
2011年1月 - シカゴ、ラバトが加盟。
2015年1月 - イズミルが加盟。
2017年 - メリダが加盟し、加盟都市は23都市となった。
2018年 - 神戸(6月)、ガズィアンテプ(8月)、ツーソン(9月)、釜山(11月)の4都市が加盟。
2019年 - カリ、マルメ、ブエノスアイレス、ポートランドの4都市が加盟。初めて南アメリカ大陸の都市がネットワークに参加した。
2020年 - トビリシが加盟。

## デリス加盟都市

### 現加盟都市
| 都市               | 国/地域          | 加盟年月   | 備考  |
| ------------------ | ---------------- | ---------- | ----- |
| リヨン             | フランス         | 2007年9月  | [ 2 ] |
| バルセロナ         | スペイン         | 2007年9月  | [ 2 ] |
| マドリード         | スペイン         | 2007年9月  | [ 2 ] |
| バーミンガム       | イギリス         | 2007年9月  | [ 2 ] |
| ブリュッセル       | ベルギー         | 2007年9月  | [ 2 ] |
| 広州市             | 中華人民共和国   | 2007年9月  | [ 2 ] |
| ヨーテボリ         | スウェーデン     | 2007年9月  | [ 2 ] |
| ローザンヌ         | スイス           | 2007年9月  | [ 2 ] |
| ライプツィヒ       | ドイツ           | 2007年9月  | [ 2 ] |
| リガ               | ラトビア         | 2007年9月  | [ 2 ] |
| モントリオール     | カナダ           | 2007年9月  | [ 2 ] |
| スタヴァンゲル     | ノルウェー       | 2009年9月  | [ 2 ] |
| ヘルシンキ         | フィンランド     | 2010年9月  | [ 2 ] |
| シカゴ             | アメリカ合衆国   | 2011年1月  | [ 2 ] |
| イズミル           | トルコ           | 2015年1月  | [ 4 ] |
| メリダ             | メキシコ         | 2017年     | [ 8 ] |
| 神戸               | 日本             | 2018年6月  | [ 5 ] |
| ガズィアンテプ     | トルコ           | 2018年8月  | [ 5 ] |
| ツーソン           | アメリカ合衆国   | 2018年9月  | [ 5 ] |
| 釜山               | 韓国             | 2018年11月 | [ 5 ] |
| カリ               | コロンビア       | 2019年2月  | [ 6 ] |
| マルメ             | スウェーデン     | 2019年4月  | [ 6 ] |
| ブエノスアイレス   | アルゼンチン     | 2019年6月  | [ 6 ] |
| ポートランド       | アメリカ合衆国   | 2019年9月  | [ 6 ] |
| トビリシ           | ジョージア       | 2020年     | [ 7 ] |
| プエブラ           | メキシコ         | 不明       |       |
| リスボン           | ポルトガル       | 不明       |       |
| ボルドー           | フランス         | 不明       |       |
| オーフス           | デンマーク       | 不明       |       |
| トリノ             | イタリア         | 不明       |       |
| 香港               | 香港             | 不明       |       |
| ケープワインランド | 南アフリカ共和国 | 不明       |       |

### かつて加盟していた都市
| 都市         | 国/地域        | 加盟年月  | 脱退年月日 | 備考       |
| ------------ | -------------- | --------- | ---------- | ---------- |
| ミラノ       | イタリア       | 2007年9月 | 不明       | [ 注釈 1 ] |
| ナポリ       | イタリア       | 2007年9月 | 不明       | [ 注釈 1 ] |
| セントルイス | アメリカ合衆国 | 2007年9月 | 不明       |            |
| ジェノヴァ   | イタリア       | 2007年9月 | 不明       |            |
| 大阪         | 日本           | 2008年9月 | 不明       |            |
| リマ         | ペルー         | 2010年9月 | 不明       |            |
| ラバト       | モロッコ       | 2011年1月 | 不明       |            |